# Isolement bas

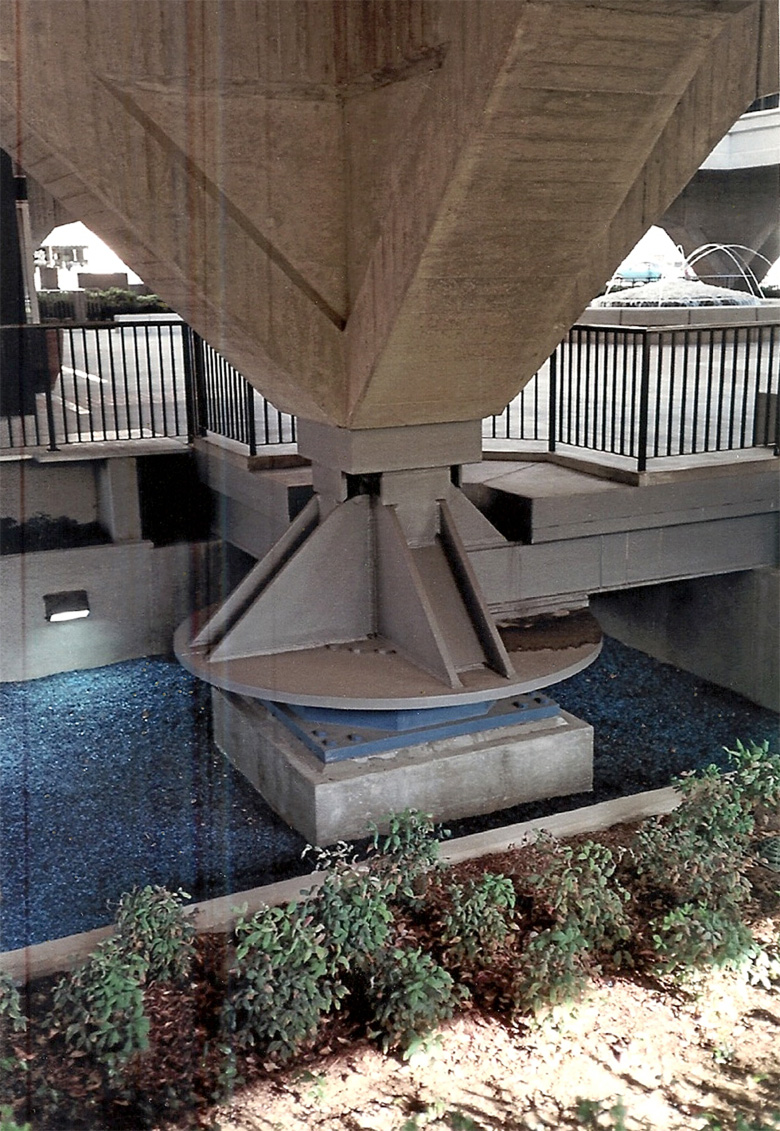
Fondation antisimique découplée par isolement bas : appui sur galets caoutchouc en tête de fondation, Municipal Office Building, Glendale.

L’isolement bas est une technique  de construction parasismique efficace et peu coûteuse. Son but est de découpler les superstructures des bâtiments de leur partie basse afin de résister aux séismes sans avoir besoin d'une structure extrêmement résistante et dispendieuse.

## Description
L'isolement bas comprend des « unités d'isolement » (en anglais : isolation units), qui peuvent être ou non épaulées par des « composants d'isolement » (isolation components) :
- les unités d'isolement sont les éléments de base de l'isolement, dont le but est de permettre le découplage de la base de la structure ;
- les composants d'isolement sont les éléments qui relient les unités d'isolement aux éléments qui n'ont pas de rôle de découplage.

## Quelques édifices avec isolement bas

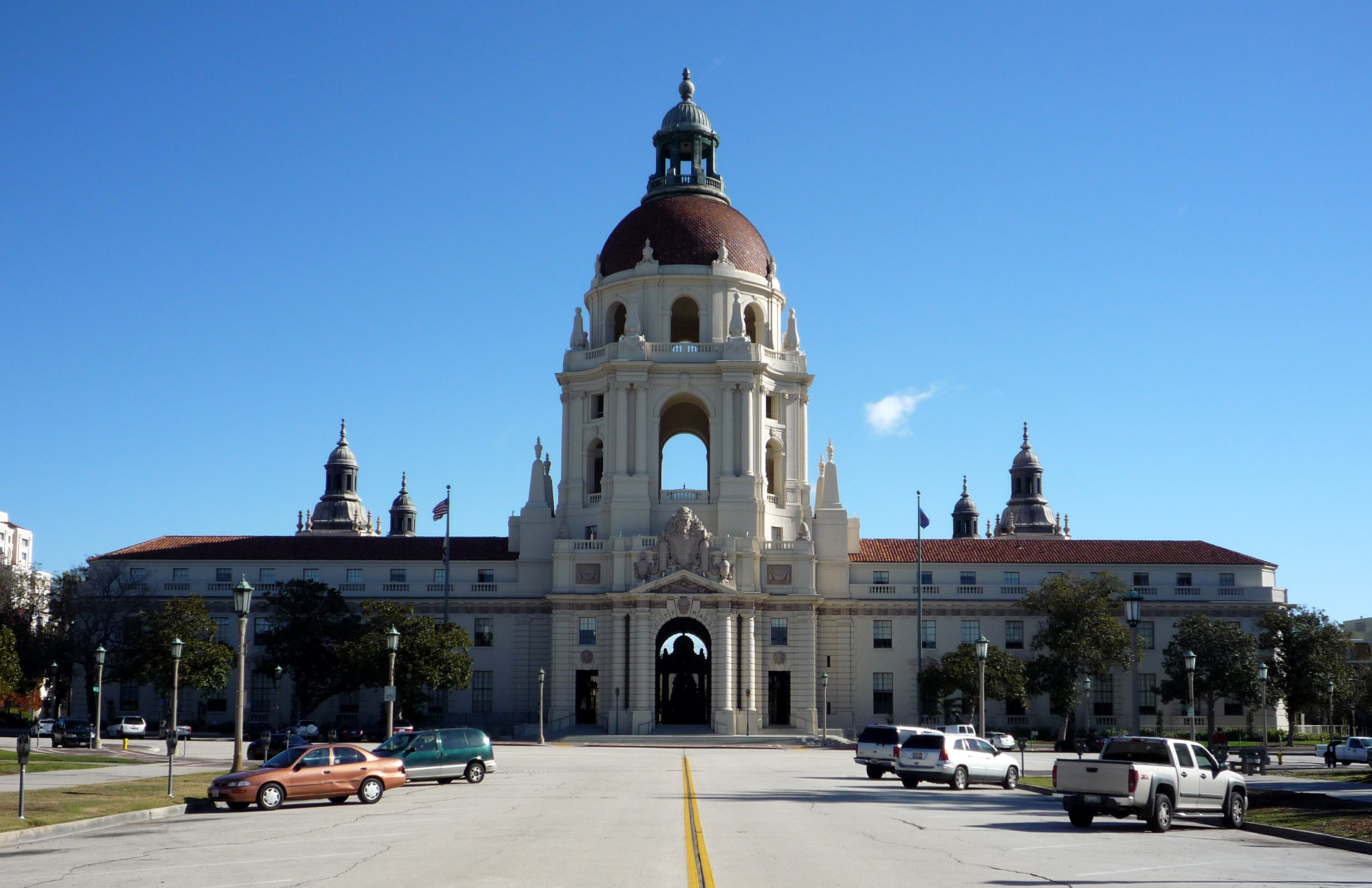
Hôtel de ville de Pasadena, Californie
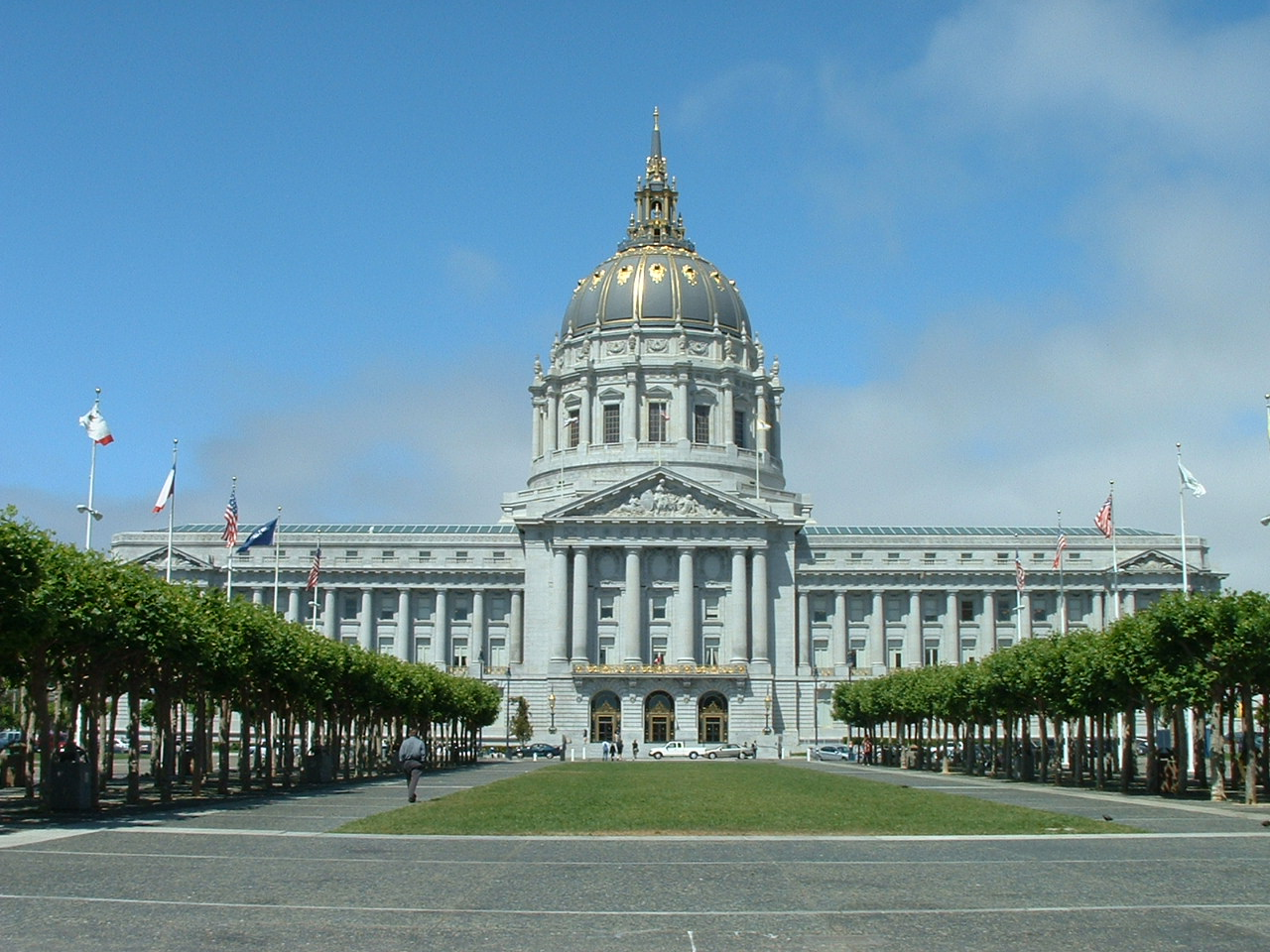
Hôtel de ville de San Francisco, Californie
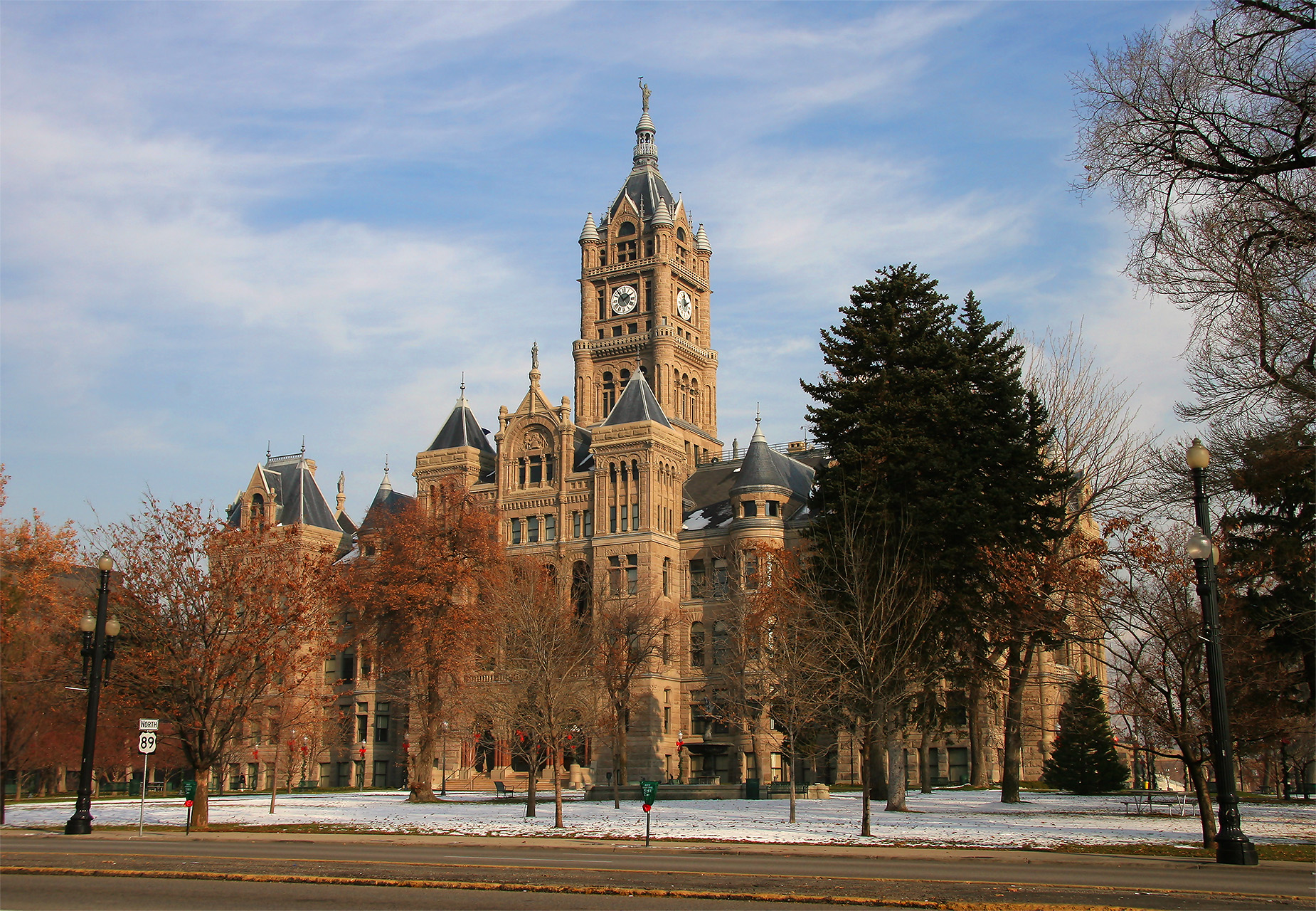
Hôtel de ville et siège du Comté de Salt Lake City, en Utah
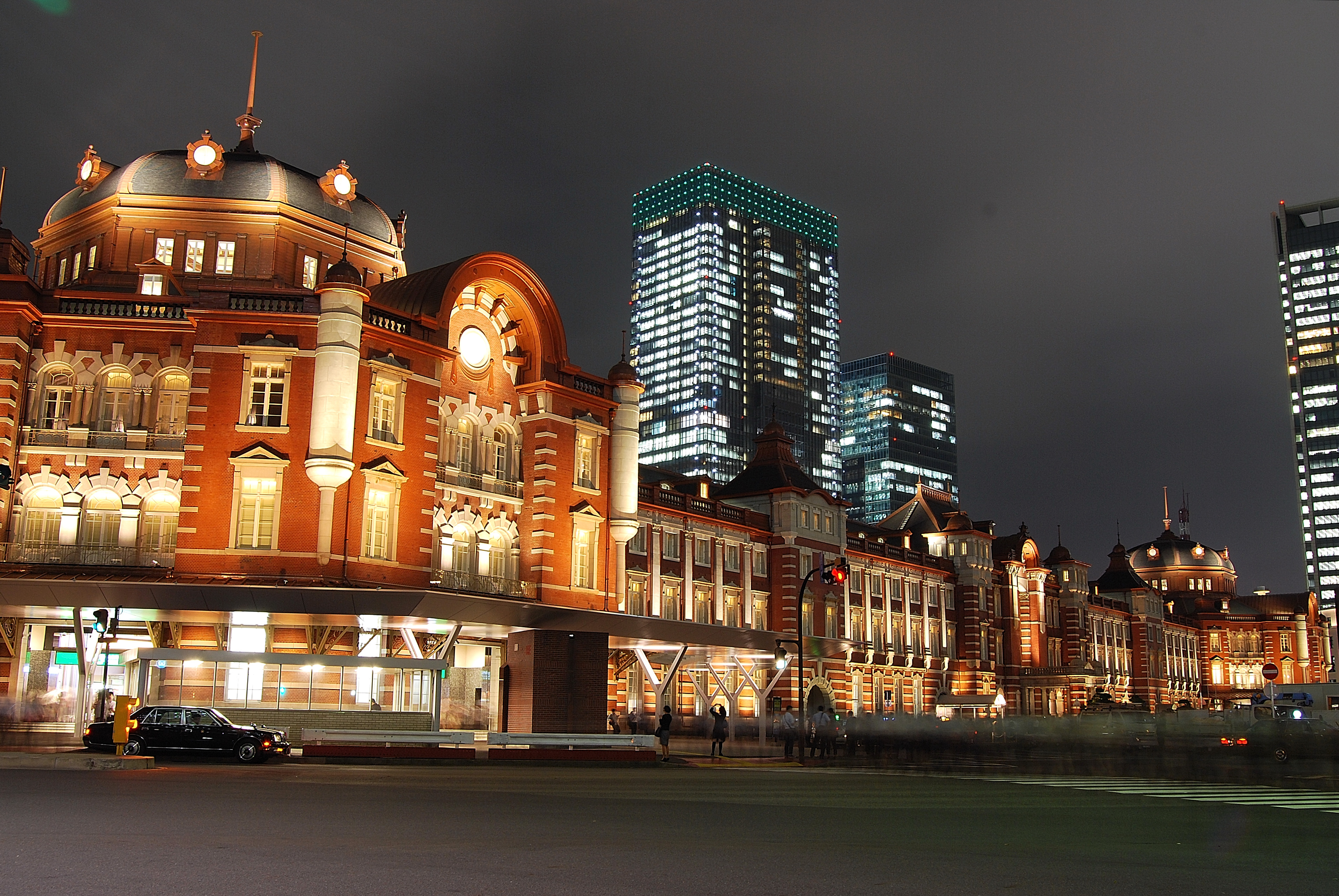
Gare centrale de Tokyo, Japon